# جیانلوئیجی بامونته
جیانلوئیجی بامونته (انگلیسی: Gianluigi Bamonte؛ زادهٔ ۵ مهٔ ۱۹۸۴) بازیکن فوتبال اهل ایتالیا است.
از باشگاه‌هایی که در آن بازی کرده‌است می‌توان به باشگاه فوتبال چزنا اشاره کرد.